# Бараба (Далматовський район)
Бара́ба (рос. Бараба) — присілок у складі Далматовського району Курганської області, Росія. Входить до складу Білоярської сільської ради.
Населення — 190 осіб (2010, 229 у 2002).
Національний склад станом на 2002 рік: росіяни — 90 %.